# Angamacutiro de la Unión
Angamacutiro de la Unión es una población mexicana localizada al norte del estado de Michoacán, cabecera del municipio homónimo, a una distancia a la capital del estado de 133 km.

## Toponimia
El nombre Angamacutiro proviene de la expresión en lengua purépecha que equivale a ‘lugar al borde de la barranca’. El poblado había recibido el nombre de «Villa Unión» el 28 de junio de 1869, en reconocimiento por sus acciones en favor de la república.

## Demografía
Cuenta con 5044 habitantes, lo que representa un incremento promedio de 0.03 % anual en el período 2010-2020 sobre la base de los 5030 habitantes registrados en el censo anterior. Ocupa una superficie de 2.539 km², lo que determina al año 2020 una densidad de 1987 hab/km².
| Gráfica de evolución demográfica de Angamacutiro de la Unión entre 2000 y 2020 |
|                                                                                |
| Fuente: Instituto Nacional de Estadística Geografía e Informática              |

En el año 2010 estaba clasificado como una localidad de grado medio de vulnerabilidad social.
La población de Angamacutiro de la Unión está mayoritariamente alfabetizada (4.80 % de personas analfabetas al año 2020) con un grado de escolarización en torno de los 8 años. Solo el 0.46 % de la población se reconoce como indígena.